# Дело Ричарда Джуэлла
«Дело Ричарда Джуэлла» (англ. Richard Jewell) — биографическая драма 2019 года режиссёра Клинта Иствуда по сценарию Билли Рэя. В основу фильма легли статья Мари Бреннер в «Vanity Fair» «Американский кошмар: баллада о Ричарде Джуэлле» (1997) и книга «Подозреваемый: Олимпийский взрыв, ФБР, СМИ и Ричард Джуэлл, человек меж двух огней» (2019), написанная Кентом Александром и Кевином Салвеном. Фильм рассказывает о реальных событиях, произошедших летом 1996 года во время Олимпийских игр в Атланте (штат Джорджия): 27 июля охранник Ричард Джуэлл находит бомбу во время концерта в Сентенниал-парке и спасает жизни сотням людей, однако через несколько дней начинается травля Джуэлла со стороны СМИ и правоохранительных органов, которые обвиняют его в организации данного теракта. Роль Джуэлла исполнил Пол Уолтер Хаузер, в остальных ролях снялись Сэм Рокуэлл, Кэти Бейтс, Джон Хэмм и Оливия Уайлд.
Мировая премьера фильма состоялась 13 декабря 2019 года в рамках международного кинофестиваля AFI FEST. В американский прокат лента вышла 13 декабря 2019 года, а в России — 9 января 2020 года. Фильм получил положительные отзывы критиков, которые хвалили актёрскую игру (особенно Бейтс и Хаузера) и режиссуру Иствуда. Национальный совет кинокритиков США включил «Дело Ричарда Джуэлла» в список 10 лучших фильмов 2019 года. Тем не менее картину подвергли критике за изображение реального репортера Кэти Скраггс. Фильм собрал в мировом прокате 43 млн долларов США при бюджете в 45 млн долларов. За свою работу Бейтс получила премию Национального совета кинокритиков США за лучшую женскую роль второго плана, а также заработала номинации на премии «Оскар» и «Золотой глобус».

## Сюжет
В 1986 году в Атланте, штат Джорджия, Ричард Джуэлл работает офис-менеджером в небольшой юридической фирме, где знакомится с адвокатом Уотсоном Брайантом. Он покидает фирму, чтобы продолжить карьеру в правоохранительных органах. В 1996 году Джуэлл работает охранником в Пьемонт-колледже в Деморесте (Джорджия) и получает многочисленные жалобы по поводу действий, выходящих за пределы его полномочий. После очередного конфликта с пьянствующими в кампусе студентами его увольняют из университета. Джуэлл возвращается в Атланту и поселяется у своей матери Боби. Летом 1996 года во время проведения Олимпийских игр он работает охранником в Сентенниал-парке.
Ночью 27 июля 1996 года во время концерта группы Jack Mack and Heart Attack Джуэлл вступает в перепалку с компанией пьяной молодёжи, после чего замечает под скамейкой подозрительный рюкзак. Вызванный на место происшествия сапёр обнаруживает в рюкзаке три самодельные бомбы. Сотрудники службы безопасности, полицейские, агент ФБР Том Шоу и друг Джуэлла Дейв Датчесс уводят посетителей концерта из зоны поражения. Бомба всё-таки взрывается; погибают два человека, свыше сотни получают ранения. Тем не менее, благодаря внимательности и своевременным действиям Джуэлла, спасены сотни жизней. Джуэлл мгновенно становится национальным героем.
В офисе ФБР в Атланте Шоу и его команда приходят к выводу, что Джуэлл, будучи белым мужчиной, который хочет стать полицейским, идеально соответствует психологическому профилю одиночки-подрывника. Они сравнивают инцидент в Сентенниал-парке с похожими преступлениями, совершаемыми «ложными героями», которые жаждут славы и внимания и спасают людей из опасных ситуаций, которые они сами и создают.
К Шоу обращается журналистка Кэти Скраггс из газеты «The Atlanta Journal-Constitution». В обмен на секс Шоу признаётся, что Джуэлл является объектом федерального расследования, которое ведёт ФБР. Газета публикует статью Скраггс на первой полосе, сообщая, что ФБР рассматривает Джуэлла как возможного подозреваемого. В своём материале Скраггс особо акцентирует полное телосложение Джуэлла, тот факт, что он живёт со своей матерью, и его трудовую биографию.
Джуэлла, который не знает, что он стал подозреваемым, обманом заманивают в офис ФБР. Изначально он идёт на сотрудничество со следствием, но затем отказывается подписать признание о том, что он ознакомлен с правилом Миранды, и обращается за юридической помощью к Уотсону Брайанту. Брайант, который теперь управляет собственной адвокатской фирмой, соглашается и сообщает Джуэллу, что он является главным подозреваемым.
Шоу и его напарник партнер Сэм Беннет навещают декана Пьемонт-колледжа, который усиливает их подозрения по поводу Джуэлла. ФБР обыскивает дом Джуэлла и конфискует имущество, включая книги о преступлениях и внушительный арсенал огнестрельного оружия. Джуэлл признаётся Брайанту, что он два года уклонялся от уплаты подоходного налога и однажды был арестован за превышение своих полномочий. Брайант ругает Джуэлла за то, что он слишком учтиво обращается с полицейскими, которые расследуют его дело. Джуэлл признаётся, что всецело уважает представителей власти, даже если они пытаются причинить ему вред.
До конца не веря в невиновность Джуэлла, Брайант и его верная секретарша Надя замеряют время, необходимое для того, чтобы пройти от телефонной будки, из которой был сделан первый звонок о бомбе, до места взрыва в парке. Они приходят к выводу что один и тот же человек не мог позвонить с сообщением об угрозе взрыва бомбы и примерно в то же время обнаружить бомбу. Скраггс и Шоу делают такое же заключение. ФБР меняет свою версию произошедшего, и предполагает, что у Джуэлла был сообщник, в качестве которого рассматривают его друга Датчесса, которого они считают любовником Джуэлла.
Брайант организует проверку на детекторе лжи, которую Джуэлл успешно проходит, полностью снимая с себя подозрения в причастности к теракту. Боби проводит пресс-конференцию и просит прекратить расследование, чтобы она и её сын могли спокойно жить дальше. Джуэлл и Брайант встречаются с Шоу и Беннетом в офисе ФБР, и после ряда неуместных вопросов Джуэлл понимает, что у следствия нет никаких доказательств против него. Он спрашивает, готово ли ФБР предъявить ему обвинение, но красноречивое молчание агентов убеждает в обратном.
Спустя 88 дней после того, как Джуэлл был назван подозреваемым, он получает официальное письмо с уведомлением о том, что больше не находится под следствием.
В апреле 2005 года Джуэлла, работающего полицейским в Лютерсвилле (Джорджия), навещает Брайант, который рассказывает ему, что Эрик Рудольф признался в организации взрыва в парке Столетия Олимпиады.
В эпилоге фильма сообщается, что два года спустя, 29 августа 2007 года, Джуэлл скончался в возрасте 44 лет от сердечного приступа. Уотсон Брайант женился на Наде; у них родились два сына, за которыми до сих пор присматривает Боби.

## В ролях
- Пол Уолтер Хаузер — Ричард Джуэлл
- Сэм Рокуэлл — адвокат Уотсон Брайант
- Кэти Бейтс — Боби Джуэлл (мать Ричарда)
- Джон Хэмм — сотрудник ФБР Том Шоу
- Оливия Уайлд — журналистка Кэти Скраггс
- Нина Арианда — Надя Лайт
- Иэн Гомес — сотрудник ФБР Дэн Беннет
- Нико Никотера — Дэйв Датчесс

## Критика
На сайте Rotten Tomatoes фильм имеет рейтинг 77 % на основе 299 рецензий со средним баллом 6,9 из 10. На сайте Metacritic фильм имеет оценку 68 из 100 на основе 46 рецензий критиков, что соответствует статусу «в основном положительные отзывы».
Кинокритик Антон Долин называет «Дело Ричарда Джуэлла» классической историей о победе добра над злом и относит его к тем фильмам Иствуда, которые он характеризует как «настоящие сокровища, хоть и подчеркнуто неброские, скромные, тихие, наполненные чувством собственного достоинства».

## Награды и номинации
| Премия                              | Категория                         | Номинант          | Результат |
| ----------------------------------- | --------------------------------- | ----------------- | --------- |
| «Оскар»                             | Лучшая женская роль второго плана | Кэти Бэйтс        | Номинация |
| «Золотой глобус»                    | Лучшая женская роль второго плана | Кэти Бэйтс        | Номинация |
| Национальный совет кинокритиков США | Лучшая женская роль второго плана | Кэти Бэйтс        | Победа    |
| Национальный совет кинокритиков США | Прорыв года                       | Пол Уолтер Хаузер | Победа    |
| Национальный совет кинокритиков США | Топ 10 лучших фильмов года        |                   | Победа    |